# Йерне, Урбан
Урбан Эрландсон Йерне (швед. Urban Hjerne, в современном написании Hjärne; 20 декабря 1641 — 10 марта 1724) — шведский врач, химик, металлург, естествоиспытатель. Его можно причислить к отцам-основателям шведской химической науки, на его достижения впоследствии опирались известные шведские учёные, работавшие в сфере естественных наук.

## Биография
Урбан Йерне родился в пасторате лютеранского прихода Скворица, в Ингерманландии в семье пастора Эрландуса Йерне. В 1649 году его отец стал викарием в Ниене, и семья переехала в этот город. Йерне обучался в городском училище Ниеншанца, с началом русско-шведской войны 1655 года его семья бежала в Нарву, затем он продолжил обучение в Академии Густавиана.
Своё образование Йерне закончил в Упсальском университете в 1660 году, где проявил себя при проведении химических опытов под руководством Улофа Рудбека-старшего. Затем он продолжил изучение предметов естествознания во Франции, в университете в Анжере, после окончания которого он удостоился степени доктора медицины.
В 1674 году Йерне переселяется в Стокгольм, где он быстро делает придворную карьеру, становясь личным врачом шведского монарха Карла XI. Позже, в 1683—1684 годах, Йерне уделил много внимание вопросу реорганизации и технического обновления Королевской химической лаборатории, заручившись безоговорочным согласием короля, которую и возглавил перед проведением работ по реконструкции главного химического центра страны.
На посту руководителя королевской лаборатории Йерне занялся активной исследовательской деятельностью, положил начало направлению аналитической химии. В частности, им были проведены широкомасштабные и скрупулёзные исследования ряда минералов, руд, образцов почв и некоторых органических соединений. В ходе своей деятельности по описанию новых минералов Йерне столкнулся с проблемой невыработанности основ ведения химического анализа, но вскоре ему удалось ликвидировать этот методологический недостаток — им была разработана система химического анализа, которой он и его последователи активно пользовались. Йерне в ходе своей деятельности удалось получить и подробно исследовать муравьиную кислоту. Также он наблюдал увеличение массы металлов при обжиге, однако он не смог дать этому явлению удовлетворительного объяснения. В том числе Урбан Йерне способствовал развитию горнодобывающей промышленности в своей стране, а также положил начало минералогической науке в королевстве — благодаря его активности в Швеции на новый уровень вышла добыча полезных ископаемых. Одним из важных достижений Йерне в области национальной минералогии можно назвать открытие минерального источника в Медеви на территории южной Швеции. В 1712 году Йерне стал автором первого в стране учебника по химии.
Три года, с 1666 по 1669, Йерне проходил своего рода медицинскую стажировку в шведской Лифляндии в городе Риге. В этом городе Йерне фактически впервые в своей биографии занялся врачебной практикой. В Риге им впервые в истории шведского королевства были высказаны идеи, оказавшиеся прогрессивными в условиях его времени. В частности, Йерне выразил категорическое неприятие процессов над так называемыми ведьмами, заявил о том, что подобные расправы неприемлемы с точки зрения гуманности. В то же время Йерне активно выступал за организацию системы народного просвещения, а также ратовал за основание большего числа естественнонаучных школ. Известный в XVIII—XIX веках Рижский Королевский лицей (или Schola Carolina) (позже во времена Российской империи известный под названием Петровского лицея) был основан Карлом XI после активной рекомендации доктора Йерне в 1675 году.
Братом Урбана Йерне был шведский историк Томас Йерне.

## Личная жизнь
Был женат трижды. Жёны: Мария Сван, Катарина Елизавета Бергенъельм и Елизавета Карлсдоттер Седерштрём. Всего у него родилось 26 детей, в том числе Иоганн Йерне, Карл Урбан Йерне, Эрленд Фредерик Йерне, Кристиан Генрих Йерне и Густав Адольф Йерне.
Среди его потомков — шведский историк, профессор Уппсальского университета, академик Харальд Габриель Йерне (1848—1922).